# (10991) Dulov
(10991) Dulov – planetoida z grupy pasa głównego asteroid okrążająca Słońce w ciągu 3 lat i 223 dni w średniej odległości 2,35 j.a. Została odkryta 14 września 1974 roku. Przed nadaniem nazwy planetoida nosiła oznaczenie tymczasowe (10991) 1974 RY1.